# マーク・ルデック
マーク・ルデック（Mark Leduc、1962年5月4日 - 2009年7月22日）は、カナダのボクサー。オンタリオ州トロント出身。1992年バルセロナオリンピックでは準決勝でルーマニアのレオナルド・ドロフティを破り決勝へと進んだが、キューバのエクトール・ビネントに敗れ銀メダルを獲得している。同年はプロになるものの翌1993年に引退している。
1994年に出演したテレビ番組For the Love of the Gameでは出演した他の数名のボクサーと共に自身がゲイであることをカミングアウトした。2009年7月22日、地元のトロントにあるホテルのサウナで倒れてそのまま死亡した。医師によると死因は熱中症の可能性が高いという。